# 武光玡
武光玡（越南语：／；1847年—1932年），越南阮朝官員、天主教徒，教名若瑟（Giuse）。

## 生平
紹治七年（1847年），武光玡出生於南定省天長府真寧縣神路總中牢社（今屬南定省直寧縣中東社中牢村）一個天主教徒家庭。嗣德年間，朝廷弛禁天主教後，武光玡被任命為北寧省多福府的一個幫佐，後受北圻經略大使阮有度賞識，一路升至河安總督。成泰初年，又被經略大使黃高啟任命為寧太總督，充贊理軍務，鎮壓北圻的勤王義軍。成泰四年（1892年）三月，以功封為安集男。
成泰五年（1893年）九月，經略衙罷免武光玡寧太總督一職。後又任定寧總督，升授協辦大學士。成泰九年（1897年）九月，晉封安集子。不久回任寧太總督。成泰十二年（1900年），武光玡被任命為如西正使，與副使陳廷量、黃仲敷、徐淡等一起率團參加在法國巴黎舉行的世博會。回國後改任海安總督。
成泰十六年（1904年）十一月，武光玡請求效仿陳劉慧的例子，升授自己為武顯殿大學士，遭到阮廷拒絕，最終改為升署東閣大學士。不久後因年事已高致事。維新十年（1916年），致事在家的武光玡實授東閣大學士。
保大七年（1932年），武光玡在家去世，壽八十六歲。葬於家鄉中牢社。

## 家庭
- 子Vũ Ngọc Thúy，娶阮有纘之女阮氏玉綉（Nguyễn Thị Ngọc Tú）[5]
- 有一子娶陳廷量之女。[6]